# Tomb Raider III
Tomb Raider III (1998) är titeln på ett spel utvecklat av Core Design för Eidos Interactive. Spelet släpptes ursprungligen till PC och Playstation och senare även på Macintosh och Playstation Network.
Lara Croft är på en resa för att hitta fyra mystiska artefakter från en forntida meteorit.